# Ólafsfjörður
Ólafsfjörður ([ˈouːˌlafsˌfjœrðʏr̥]ⓘ) es una aldea localizada al noroeste de Islandia, situada en la boca del fiordo Eyjafjörður.

## Características
La ciudad se encuentra entra en la zona norte la península de Tröllaskagi. Está conectada a través del Eyjafjordur por un túnel de un carril de 3.5 kilómetros. La pesca es la principal industria en la ciudad y varios arrastreros de pesca tienen su hogar en el puerto de la ciudad. 
Los derechos y privilegios de una ciudad (kaupstaður) fueron otorgados en 1944.
Ólafsfjarðarkirkja, una iglesia protestante con 120 asientos fue inaugurada en 1915.
Los municipios de Ólafsfjörður y Siglufjörður se fusionaron, el 11 de junio de 2006, para formar uno nuevo llamado Fjallabyggð, que significa literalmente establecimiento montañoso.

## Economía
Las indústrias principales dentro de Ólafsfjörður son la de la pesca y la industria del turismo.
Se comunica con Dalvík a través del túnel Múlagöng, en la Ruta 82.

## Demografía
| Gráfica de evolución de Ólafsfjörður entre 1910 y 2018 |
|                                                        |
| Fuebte: Íslensk Samtíð.                                |

## Galería

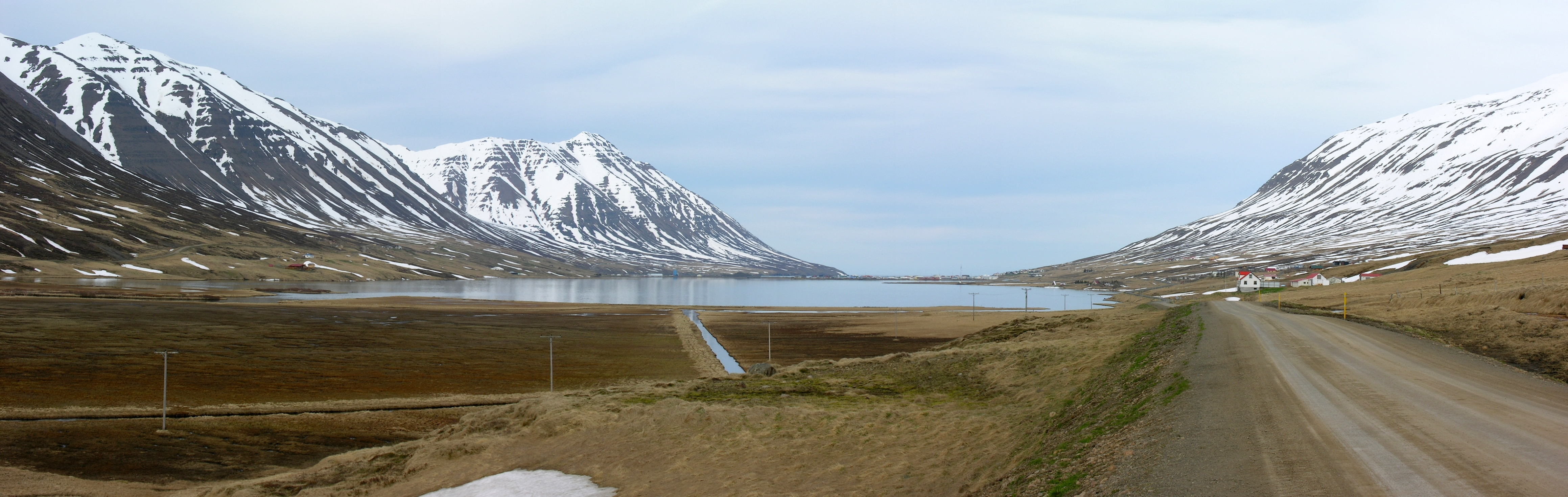
Ólafsfjörður
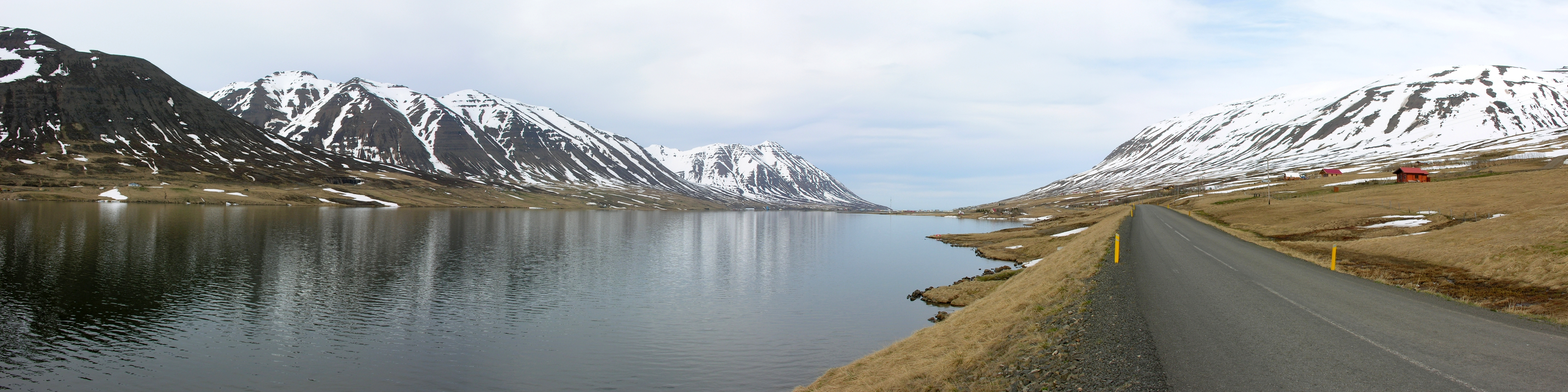